# Ecker Róbert
Ecker Róbert  (Csolnok, 1949. május 8.  – Dorog, 2020. július 17.) labdarúgó, edző.

## Pályafutása

### Labdarúgóként
1972-ben került Dorogra. Az 1972–1973-as NB I/B-s évad második fordulójában, a Szolnoki MÁV FC elleni hazai mérkőzésen lépett először pályára, ahol a dorogiak 3-1-re győztek. A remek képességű, fürge játékos idővel megerősítette helyét a csapatban. A bajnokság végén ezüstérmesek lettek és az NB I-be jutottak. A legmagasabb osztályban nem sikerült megragadniuk és 1974-ben kiestek, viszont két évvel később, szintén a másodosztályban szerzett második hellyel visszakerültek a legjobbak közé. Összesen 22 NB I-es mérkőzésen szerepelt. Bár 1977-ben újfent búcsúzni kényszerültek az élvonalból, néhány emlékezetes mérkőzésen a győztes csapat tagjaként hagyhatta el a pályát. Legszebb emlékű mérkőzése, az Újpesti Dózsa elleni győzelem volt. Az évad végén visszavonult az aktív játékból.

### Edzőként
Edzői képesítést szerzett, majd a dorogi utánpótlás csapatokat vezette. Rövidesen az Ifjúsági A csapat edzője lett. Hosszú éveken át vezette a legidősebb utánpótlás korosztályt, amellyel mindig kiváló eredményeket értek el mind az ifjúsági bajnokságban, mind a különböző tornákon. Dorogot mindig is ütőképes utánpótlás jellemezte és számos saját nevelésű játékos került a felnőtt csapathoz. A versenyeztetésen túl a legfőbb szempont egyike volt, hogy minél több játékost tudjon a felnőtt csapat rendelkezésére bocsátani. Játékosai és a szakmai stáb elismerését és megbecsülését egyaránt kivívta. Tanítványai mindig a legnagyobb szeretettel emlegették. Jelenleg nyugdíjas, és változatlanul Dorogon él, azonban a dorogi egyesület rendezvényeinek, összejöveteleinek gyakori vendége. Időközönként nosztalgia talkozókat szerveznek az egykori csapatainak tagjaival, ahol volt tanítványai pályára is lépnek. Számos ilyen összejövetel közül az 1998-as és az 1999-es Bányásznapi találkozó volt a legemlékezetesebb. Előbbinél Puskás Ferenc volt a díszvendég, az egy évvel későbbi alkalommal pedig a Dorogi Öregfiúk csapata ellen mérte össze erejét az 1968–1969-es születésű egykor ificsapata. 2012. március 31-én lejátszott Dorog - Bicske bajnoki mérkőzés kezdőrúgását végezte el.

## Sikerei, díjai

### Labdarúgóként
- Kétszeres bajnoki ezüstérmes (NB I/B - 1972-73, NB II - 1975-76)